# Masqué
Cet article possède un paronyme, voir Masque (homonymie).
Masqué est une série de bande dessinée écrite par Serge Lehman et dessinée par Stéphane Créty. Elle met en scène les aventures d'un super-héros, l'Optimum, dans les rues d'un Paris futuriste.
Cette série de quatre tomes a été éditée par les Éditions Delcourt entre 2012 et 2013.

## Synopsis
De retour à Paris, après six ans de mission militaire dans le Caucause, Frank Braffort découvre une ville en pleine mutation orchestrée par le préfet Joël Beauregard. Dans ce Paris-Métropole, se multiplient des « anomalies », des événements mystérieux qu'aucune science ne parvient à expliquer.
Lui-même affecté par ces « anomalies », il se transforme en un surhomme masqué, l'Optimum, capable de lutter contre des adversaires qui ne cessent d'émerger dans Paris.

## Analyse de la série

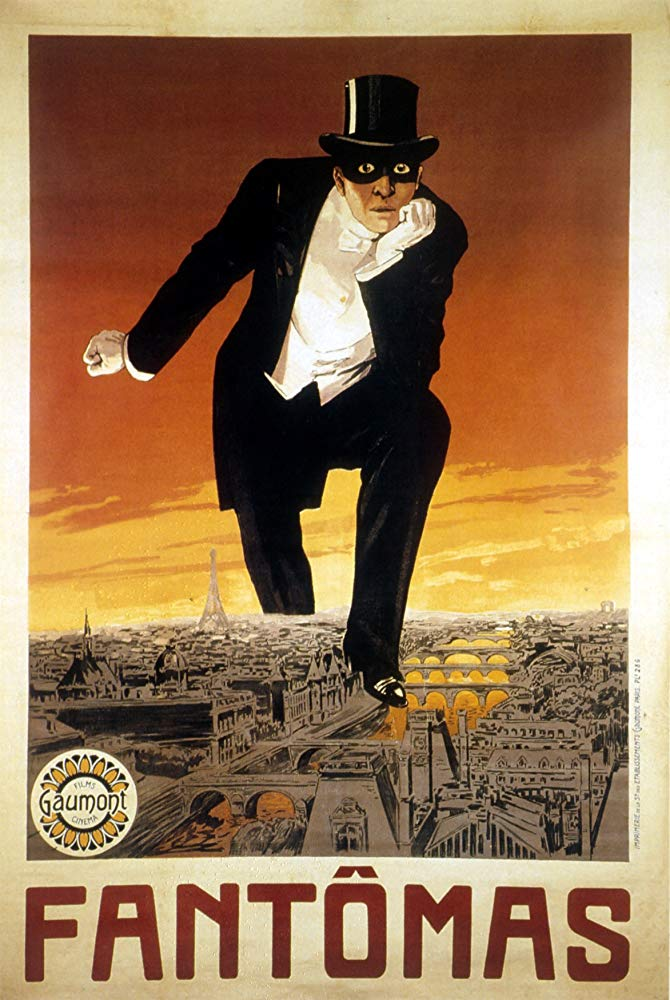
Dans le Paris uchronique de Masqué, l'hologramme géant de Fantômas est projeté au-dessus de Montmartre.

Se déroulant dans un avenir proche non daté, cette anticipation est une suite indirecte de la série La Brigade Chimérique scénarisée par Serge Lehman et Fabrice Colin, qui raconte la disparition des super-héros européens au lendemain de la Seconde Guerre mondiale. 
Le projet de cette nouvelle saga est de renouer avec une imaginaire super-héroïque européen, en particulier français. C'est la raison pour laquelle, de nombreuses allusions au mythe des héros et des surhommes se fait par l'évocation de Fantômas, dont l'hologramme géant est projeté au-dessus de Montmartre, allusion au Nyctalope, Cyrano de Bergerac, Arsène Lupin ou encore à l'Homme invisible. Serge Lehman revendique également l'héritage des comic books américains en effectuant un croisement entre un patrimoine français et américain, à l'instar du « personnage » du Glisseur-Mirage, alter ego du Surfer d'argent.
L'Optimum est un super-héros français, qui a été désiré et fabriqué par la capitale. C'est, en effet, sous l'effet des changements architecturaux opérés par le préfet Beauregard, que l'âme de la ville a développé une mystérieuse énergie que Serge Lehman nomme le « Plasme », et qui a ensuite donné naissance au héros parisien.

## Publications
- Publications originales :

1. Anomalies (janvier 2012,  (ISBN 978-2756027166))
2. Le Jour du Fuseur (juin 2012,  (ISBN 978-2756027173))
3. Chimères et Gargouilles (janvier 2013,  (ISBN 978-2756029856))
4. Le Préfet spécial (avril 2013,  (ISBN 978-2756029863))

- Réédition : Masqué - Intégrale (janvier 2022,  (ISBN 978-2413044956))

## Œuvres reliées à l'univers deMasqué
Scénario de Serge Lehman.
- La Brigade chimérique, dessin de Gess (L'Atalante, 2009-2010)
- L'Homme truqué, dessin de Gess (L'Atalante, 2013)
- Metropolis, dessin de De Caneva (Delcourt, 2014-2017)
- L'Œil de la Nuit, dessin de Gess (Delcourt, 2015-2016)
- La Brigade chimérique - Ultime Renaissance, dessin de De Caneva (Delcourt, 2022)